# Radtscha (Iwano-Frankiwsk)
Radtscha (ukrainisch Радча; russisch Радча, polnisch Radcza) ist ein Dorf in der ukrainischen Oblast Iwano-Frankiwsk mit etwa 3300 Einwohnern (2022).
Das in schriftlichen Quellen seit dem 18. Jahrhundert bekannte Dorf (nach anderen Quellen war die Ortsgründung im Jahr 1606) war bis Juli 2020 die einzige Ortschaft der gleichnamigen, 16,49 km² großen Landratsgemeinde im Südwesten des Rajon Tysmenyzja.
Am 12. Juni 2020 wurde das Dorf, als Teil der Stadtgemeinde Iwano-Frankiwsk ein Teil des neu gegründeten Rajons Iwano-Frankiwsk.
Die Ortschaft liegt im Osten der historischen Landschaft Galizien am Ufer der Pochiwtschanka (Похівчанка), einem 16 km langen Nebenfluss der Horocholyna (Горохолина), 21 km südwestlich vom ehemaligen Rajonzentrum Tysmenyzja und 13 km südlich vom Oblastzentrum Iwano-Frankiwsk.
Nordöstlich der Ortschaft verläuft die Fernstraße N 10.